# Pelerynka

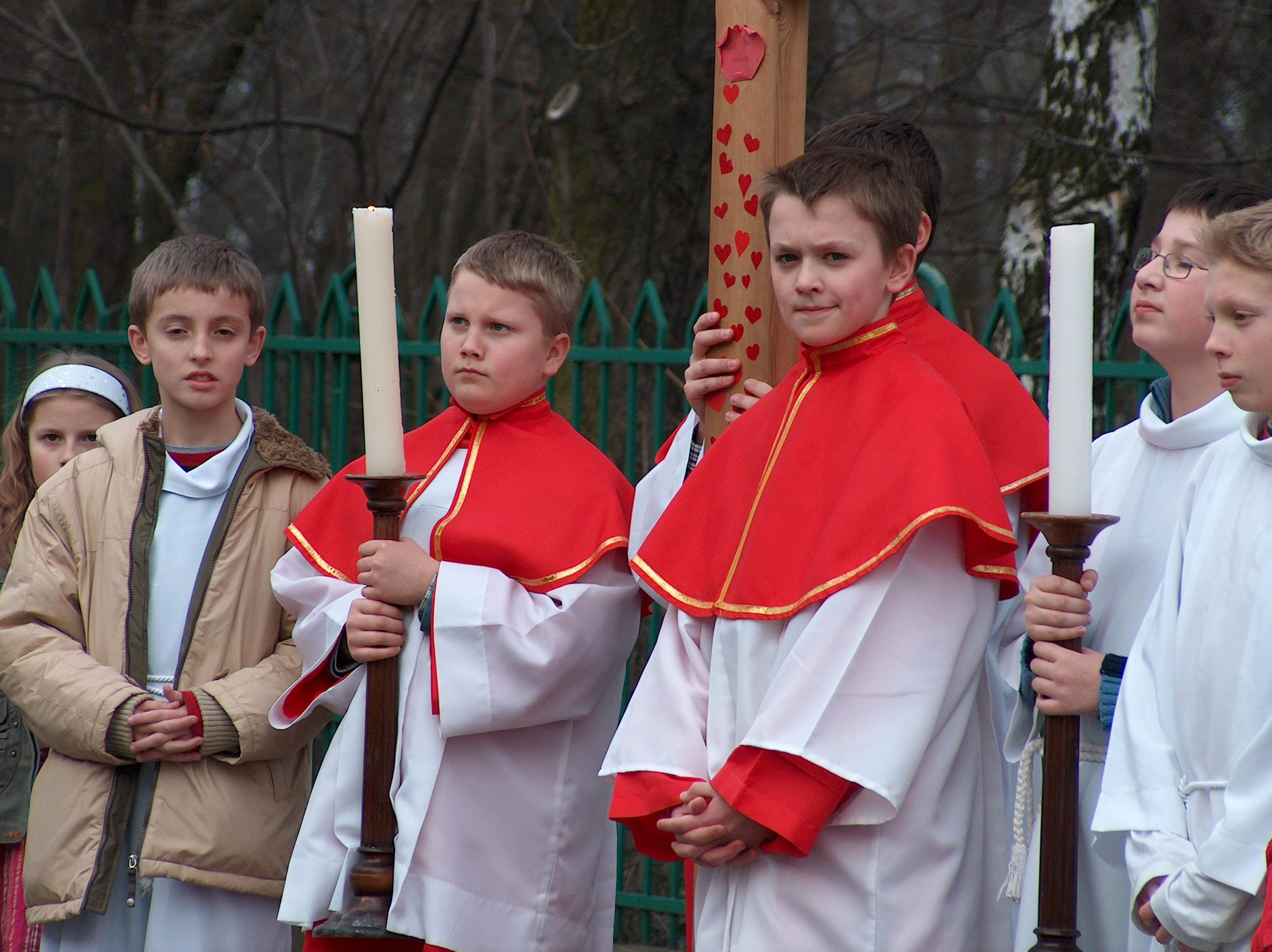
Ministranci w komżach i pelerynkach

Pelerynka, inaczej kołnierz – jest szatą liturgiczną (w formie kołnierza zapinanego pod szyją) nakładaną przez ministranta na komżę, którą nosi podczas mszy świętej. Ministrant otrzymuje pelerynkę dopiero po wstępnym okresie przygotowania do służby w kościele i pogłębieniu swojej wiedzy podczas zbiórek ministrantów, a także po praktyce służby przy ołtarzu.

## Kolory pelerynek
Historia reguł liturgucznych dotyczących kolorów pelerynek pochodzi z IX w. natomiast w XII w. w Rzymie ustalił się pewien zestaw kolorów liturgicznych. Zostały one opisane przez papieża Innocentego III w 1216 roku. Obecnie używany mszał Pawła VI mówi, aby Co do koloru szat liturgicznych należy zachować tradycję.. Kolory pelerynek ubieranych przez ministrantów odpowiadają ornatowi księdza, który jest zależny od okresu liturgicznego, w którym występują dane kolory liturgiczne. Szaty mają następujące kolory:
- Kolor biały - jest kolorem używanym podczas Bożego Narodzenia, Wielkanocy, świąt i dni wspomnień Jezusa, z wyjątkiem tych, które dotyczą Jego Męki, świąt i wspomnień Aniołów oraz Świętych, którzy nie byli męczennikami, uroczystości Wszystkich Świętych, uroczystości Narodzenia św. Jana Ewangelisty, święta Katedry świętego Piotra, święta Nawrócenia św. Pawła[4],

- Kolor złoty - jest kolorem używanym jako zamiennik koloru białego lub podczas najważniejszych uroczystości[4],

- Kolor czerwony - jest kolorem używanym podczas mszy ku czci Męki Pańskiej, Niedzieli Męki Pańskiej, Wielkiego Piątku, święta Krzyża Świętego, Niedzieli Zesłania Ducha Świętego, główne święta Apostołów i Ewangelistów, dni wspomnienia świętych męczenników[4],

- Kolor fioletowy - jest kolorem używanym podczas Adwentu, Wielkiego Postu oprócz Wielkiej Soboty oraz mszy za zmarłych[4],

- Kolor różowy - jest kolorem używanym podczas 3. Niedzieli Adwentu (Niedziela Gaudete) i 4. Niedzieli Wielkiego Postu (Niedziela Laetare)[4],

- Kolor zielony - jest kolorem używanym podczas wszystkich dni okresu zwykłego[4].